# Động vật xã hội

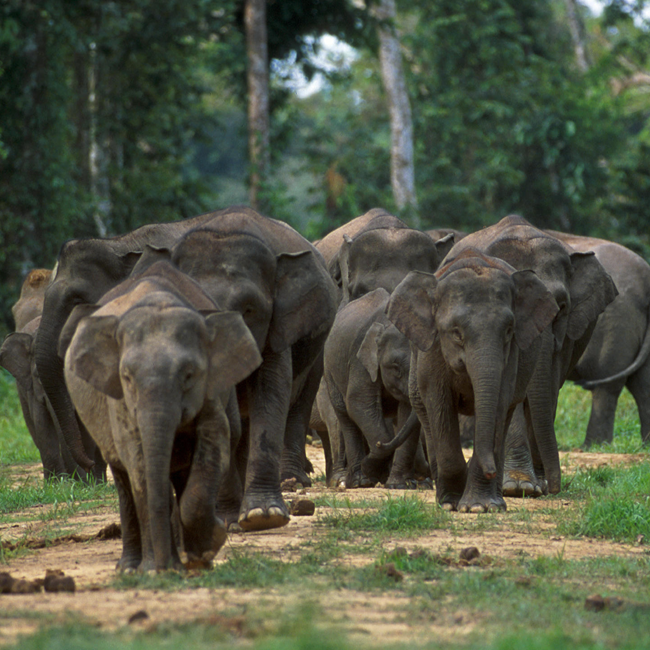
Voi cái sống trong đàn ổn định, cùng với con cái của chúng.

Động vật xã hội hay còn gọi là động vật có tập tính xã hội, là những động vật sống theo bầy đàn, có sự tương tác cao giữa các thành viên trong đàn thường là để tạo thuận lợi cho việc săn mồi và bảo vệ lãnh thổ. Sự tương tác, mối quan hệ và giao tiếp này tạo ra một mạng lưới tổ chức xã hội của động vật. Sự thành công của một cá thể phụ thuộc rất nhiều vào sự gắn kết với đàn. Trái ngược với các loài động vật xã hội là động vật sống đơn độc. 

## Tổng quan
Nhiều loài động vật cũng nhận ra, chúng sẽ có nhiều cơ hội sinh tồn hơn khi làm việc nhóm trong việc tìm kiếm thức ăn, làm tổ, cũng như thoát khỏi sự đe dọa từ kẻ thù. Thông thường trong những mối quan hệ bầy đàn sẽ có một trật tự nhất định bắt buộc từng thành viên phải tuân theo, ở đây, địa vị mang tính chất quyết định. Nó quy định con đường tiếp cận đối với các nguồn lợi, sự thành công trong tồn tại và sinh sản. Điểm chung của các loài động vật sống theo bầy đàn, từ chim, cá cho đến các loài linh trưởng. Đó chính là việc chúng luôn quyết định làm một việc gì đó dựa theo kết quả biểu quyết từ các thành viên của đàn.

## Eusociality
Eusociality (tạm dịch là "xã hội cao") là mức độ cao nhất của tổ chức xã hội bầy đàn. Nó được đặc trưng bởi:
- Các thế hệ trưởng thành có sự chồng chéo (chồng chất)
- Có phân chia giữa sinh sản và lao động
- Hợp tác chăm sóc con non

Một vài loài, đặc biệt là côn trùng thuộc bộ Hymenoptera (như kiến, ong và tò vò) và Blattodea (mối) thể hiện một hình thức xã hội cực đoan, liên quan đến các xã hội có tổ chức cao, với các cá thể chuyên biệt cho vai trò khác biệt. Hình thức hành vi xã hội này được gọi là eusociality. Trong đàn mối, lao động được phân chia giữa các tầng lớp khác nhau, bao gồm các 'nữ hoàng' và 'vua' sinh sản, và những người lao động và chiến binh không sinh sản.
Eusociality cũng được thấy ở một số loài thuộc các họ Thysanoptera và Hemiptera, cũng như một loài mọt Austroplatypus incompertus. Ngoài Insecta, chỉ có hai loài gặm nhấm, là chuột dũi trụi lông và chuột chũi Damaraland (Damaraland mole-rat), được biết là có tính xã hội.

## Một số loài
Ở một số loài, chẳng hạn như khỉ cũng như người và các loài linh trưởng khác, rất tôn trọng trật tự và cấp bậc trong xã hội của mình. Trong đàn khỉ luôn có một con khỉ đầu đàn, chỉ huy toàn bộ hoạt động. Loài gặm nhấm cũng phân chia thứ bậc xã hội, loài chuột ngửi để xác định vị thế xã hội và để tránh gây hấn.
Đối với linh cẩu, linh cẩu mẹ truyền lại địa vị xã hội của chúng bằng cách hỗ trợ con non trong các tương tác xã hội với các thành viên khác trong nhóm, trong các xã hội phát triển cao của động vật có vú, ví dụ như linh cẩu đốm, địa vị xã hội thậm chí còn quan trọng hơn là yếu tố môi trường, kẻ thù hay mầm bệnh, quyết định sự thành công tồn tại hoặc sinh sản. Linh cẩu bố mẹ cố gắng để truyền lại địa vị xã hội của cho của chúng. Ở linh cẩu đốm, con non học trong giai đoạn đang lớn khi mà mẹ của chúng giúp chúng giành thằng lợi trong các cuộc cạnh tranh trước các thành viên ở cấp dưới của mẹ chúng. Khi chúng trưởng thành, chúng bảo vệ vị trí này và được lợi từ tác động của nó bởi ưu thế xã hội mang lại các lợi ích trong xã hội linh cẩu. Chúng sẽ có những lợi ích gắn liền với địa vị của chúng.

### Mối
Mối là động vật có tính eusociality thấy rõ. Mỗi nhóm cá thể đóng vai trò riêng biệt. Đàn mối chỉ tồn tại khi có đủ các nhóm này, mỗi nhóm là mỗi đẳng cấp có chức năng riêng như xã hội con người. Sự tồn tại của đàn mối dựa trên sự thực hiện các chức năng một cách tự giác của từng đẳng cấp. Đảm bảo cho sự cân bằng về dinh dưỡng, năng lượng, vi khí hậu phù hợp, chống lại được kẻ thù, đảm bảo duy trì nòi giống. Tổ chức của một đàn mối cũng được phân công như một xã hội nguyên thủy của con người. Một đàn mối thường có các đẳng cấp cơ bản sau:
- Mối thợ chiếm khoảng 85% số cá thể trong đàn, chuyên làm nhiệm vụ kiếm ăn, chế biến thức ăn, xây dựng tổ, chăm sóc con non và các cá thể khác trong đàn. Các cá thể này có hệ sinh sản tiêu giảm (không sinh sản được).
- Mối lính chiếm khoảng 10% số cá thể trong đàn, chuyên làm nhiệm vụ đánh đuổi kẻ thù bảo vệ đàn. Các cá thể này có hệ sinh sản tiêu giảm.
- Mối vua chúa làm nhiệm vụ sinh sản ra các cá thể khác trong đàn, mỗi đàn có 1 hoặc một vài mối vua, một vài mối chúa. Các cá thể này có hệ sinh sản rất phát triển để đảm nhận chức năng sinh sản, duy trì số lượng đàn.
- Mối cánh chiếm khoảng 5% số cá thể trong đàn, chuyên làm nhiệm vụ xây dựng các tổ mối mới. Các cá thể này có hệ sinh sản phát triển.